# Џејмисон Грин
Џејмисон Грин (енгл. Jamison Green; Оукланд, 8. новембар 1948) је ЛГБТ+ активиста.

## Биографија
Рођен је 8. новембра 1948. у Оукланду. Крајем 1980-их се отворено изјаснио као трансродна особа. Сматра се једним од ретких трансродних мушкараца тог времена који су то урадили.
Познат је као активиста за правну заштиту, медицински приступ, сигурност, грађанска права и достојанство трансродних и транссексуалних особа. Свој рад је започео 1989. излагањем о равноправном поступању према трансродним радницима. Објавио је неколико есеја и чланака, написао је колумну за PlanetOut.com и појавио се у осам документарних филмова.
Радио је у одборима Института за трансродне законе и политику и Пројекту за равноправност, био је члан саветодавног одбора Националног центра за трансродну равноправност и председавао је одбором за родно образовање и заступање. Био је председник Светске професионалне асоцијације за трансродно здравље од 2014. до 2016. Био је лидер FTM International од марта 1991. до августа 1999. године.
Године 2002. помогао је при успостављању Индекса корпоративне равноправности, кампање за људска права и био је члан Пословног савета организације до краја 2007. године, када је поднео оставку због става организације о укључивању трансродних особа у закон о забрани дискриминације при запошљавању.

### Becoming a Visible Man
Аутор је књиге Becoming a Visible Man која садржи аутобиографију о његовој промени пола, из живота као лезбијке у живот бисексуалног трансмушкарца, као и статус транссексуалних мушкараца у друштву. Књига је 2004. године добила награду Силвија Ривера за најбољу књигу о трансродним студијама из CLAGS, а такође је била и финалисткиња књижевне награде Ламбда.
Године 2020. је објавио ново издање књиге под часописом Vanderbilt University Press.